# دریاسالاری (سنت پترزبورگ)

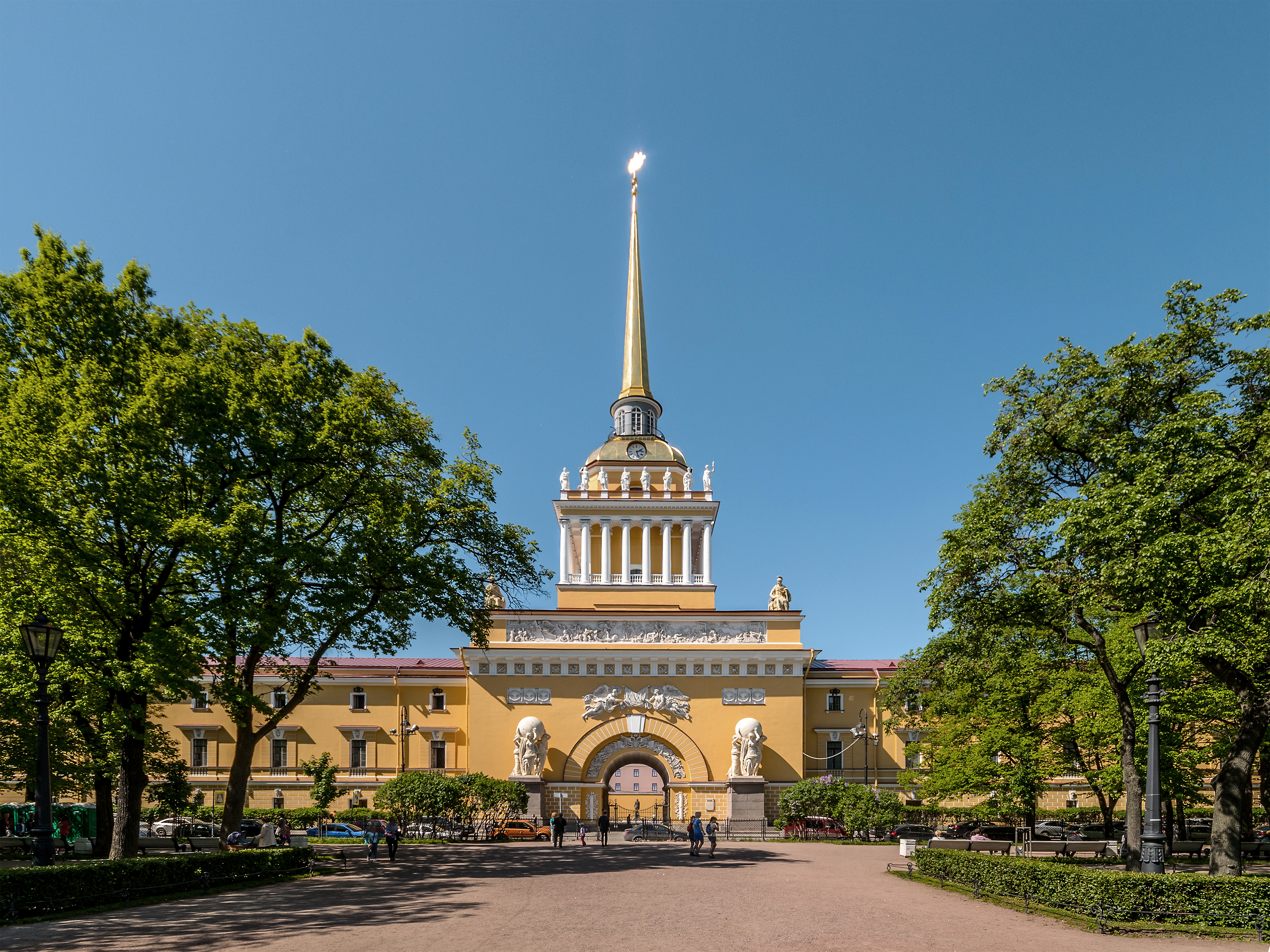
برج دریاسالاری (۱۸۰۶–۲۳) که از باغ الکساندر دیده می‌شود. این نقطه کانونی مرکز شهر سنت پترزبورگ است: سه خیابان اصلی در نزدیکی یکدیگر قرار دارند.

ساختمان دریاسالاری مقر سابق هیئت دریاداری و نیروی دریایی امپراتوری روسیه در مرکز شهر سن پترزبورگ، در روسیه است و مقر فعلی نیروی دریایی روسیه می‌باشد.
این عمارت در قرن نوزدهم برای حمایت از جاه طلبی‌های دریایی تزار بازسازی شد. طرح اولیه یک کارخانه کشتی‌سازی مستحکم بود که بعداً توسط پنج سنگر احاطه شد و بیشتر توسط یک خندق محافظت شد.
عمارت سبک امپراتوری که امروزه در اسکله دریاسالاری قابل مشاهده است، بنا به طرح آندریان زاخاروف بین سال‌های ۱۸۰۶ و ۱۸۲۳ ساخته شده است. دریاسالاری که در انتهای غربی خیابان نوسکی قرار دارد، با گلدسته طلاکاری شده اش که بالای آن یک بادگیر طلایی به شکل یک کشتی جنگی بادبان کوچک (کورابلیک) قرار گرفته است، یکی از برجسته‌ترین نقاط دیدنی شهر و نقطه کانونی سه خیابان اصلی سن پترزبورگ - یعنی خیابان‌های گورکوفسکی، گورکوفزکورسکی و نوسکی پروسپکت - است و این شیوهٔ معماری اهمیتی که پیتر اول برای نیروی دریایی روسیه قائل بود را نشان می‌دهد.
ولادیمیر ناباکوف، نویسنده و اهل سنت پترزبورگ، در ماه مه ۱۹۳۳ داستان کوتاهی با عنوان «میل مخروطی دریاسالاری» نوشت.